# Naturschutzgebiet Gutmecke und Renau

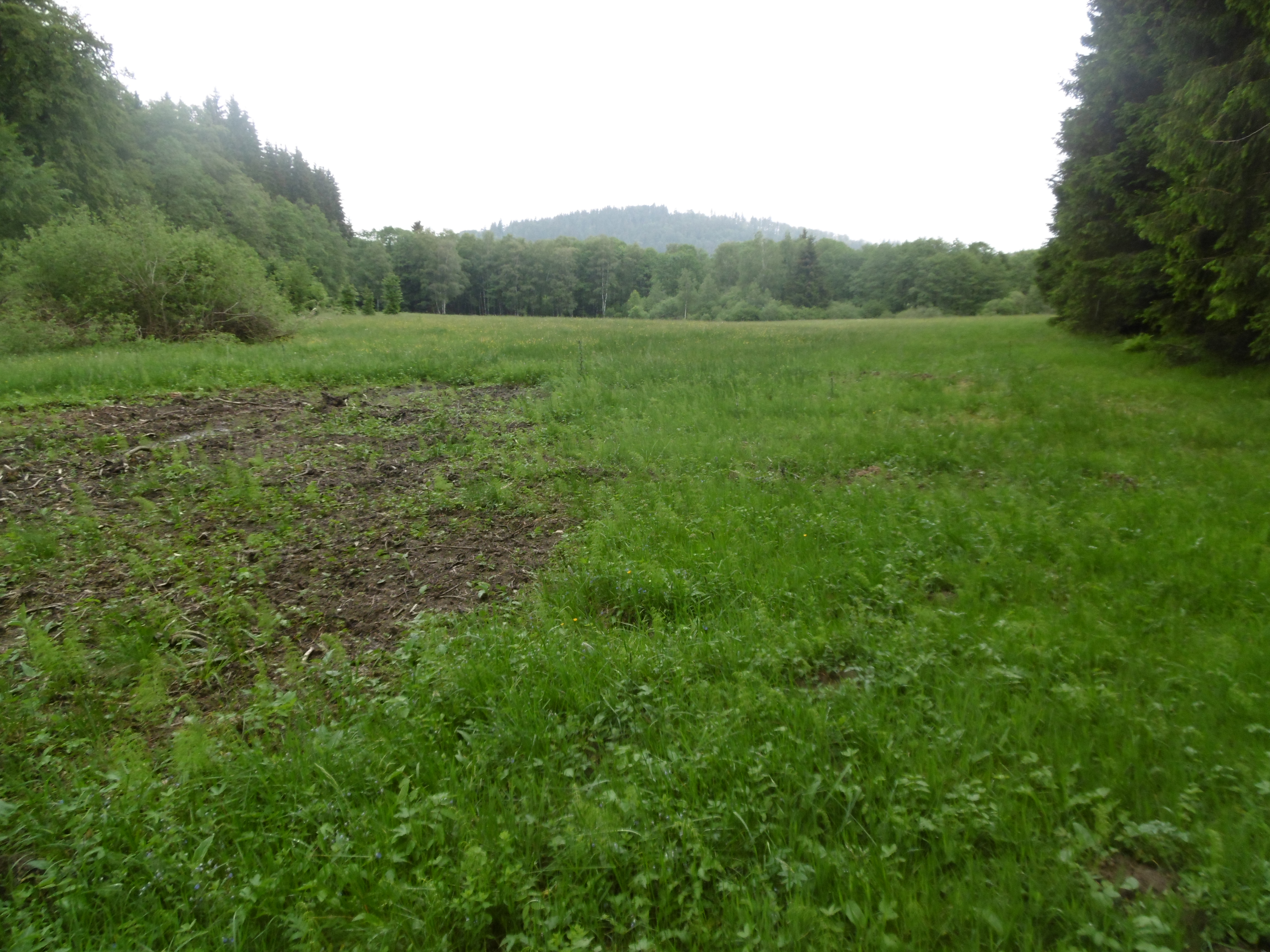
Naturschutzgebiet Gutmecke und Renau

Das Naturschutzgebiet Gutmecke und Renau ist ein 113,6 ha großes Naturschutzgebiet (NSG) nördlich von Altastenberg im Stadtgebiet von Winterberg. Das Gebiet wurde 2008 mit dem Landschaftsplan Winterberg durch den Hochsauerlandkreis als (NSG) ausgewiesen. Weite Bereiche des Naturschutzgebiets liegen im insgesamt deutlich größeren FFH-Gebiet Hunau, Oberes Negertal, Renautal und Steinberg (DE-4717-301), wodurch sie zum europäischen Schutzgebietsnetz Natura 2000 gehören. Dieses FFH-Gebiet setzt sich im angrenzenden Stadtgebiet von Schmallenberg fort.

## Beschreibung
Das NSG umfasst die Quellen der Flüsse Renau und Gutmecke. Die Gutmecke mündet noch im NSG in die Renau. Neben den natürlichen Bachläufen und deren Auenbiotopen gehören Rotbuchenwälder und Grünland zum NSG. Das Grünland wird mit Rindern beweidet. Nördlich des NSG schließt sich das Naturschutzgebiet Neger- und Birautal an. Die beiden NSG werden nur von der dortigen Landstraße von Altastenberg nach Siedlinghausen getrennt.

## Schutzzweck
Das Naturschutzgebiet wurde zur Erhaltung und Entwicklung des Waldes und der Aue als Lebensraum gefährdeter Tier- und Pflanzenarten ausgewiesen. Wie bei anderen Naturschutzgebieten in Deutschland wurde in der Schutzausweisung darauf hingewiesen, dass das Gebiet „wegen der landschaftlichen Schönheit und Einzigartigkeit“ zum Naturschutzgebiet wurde.

## Naturschutzaktivitäten
Von der Nordrhein-Westfalen-Stiftung wurden seit 1990 4,39 ha im NSG auf Antrag des Vereins für Natur- und Vogelschutz im Hochsauerlandkreis für Naturschutzzwecke angekauft.